# 25912 Recawkwell
25912 Recawkwell este un asteroid din centura principală de asteroizi.

## Descriere
25912 Recawkwell este un asteroid din centura principală de asteroizi. A fost descoperit pe 1 februarie 2001 la Socorro, New Mexico, în cadrul proiectului LINEAR. Asteroidul prezintă o orbită caracterizată de o semiaxă mare de 2,31 ua, o excentricitate de 0,13 și o înclinație de 7,1° în raport cu ecliptica.